# Económicas CUC
Económicas CUC es una revista científica editada y publicada por la Editorial Universitaria de la Costa (EDUCOSTA). Al igual que las demás revistas es financiada por la misma institución y revisada por pares. Está asociada a la Facultad de Ciencias Económicas de la institución y su especialidad son temas relacionados con la economía, administración y las finanzas en general. Económicas CUC está clasificada en la categoría «B» de Publindex y forma parte de las más de 200 revistas indexadas en Colombia.
La revista empezó a funcionar en 1978, en esta misma fecha salió el primer volumen conformado por 5 artículos científicos. Esta publicación tiene como finalidad la difusión del conocimiento en temas económicos, como resultado de investigaciones científicas realizadas por investigadores y agremiaciones académicas en general.
Las publicaciones son escritas en idioma español e inglés, al igual que las demás de la editorial Educosta, deben cumplir una serie de normas y criterios previamente establecidos. Las publicaciones de Económicas CUC se elaboran con base en un código de ética establecido para revistas científicas llamado COPE (Committee on Publication Ethics), el cual actúa como una norma pública de «transparencia y honestidad».

## Enfoque
La revista está enfocada exclusivamente a temas relacionados con a economía, administración de empresas, finanzas, banca, negocios internacionales, contaduría, innovación, emprendimiento, impuestos, administración de servicios de salud, mercadeo, publicidad y temas afines.

## Métricas de impacto

#### Ranking de revistas y sitios especializados
- Matriz de Información para el Análisis de Revistas (MIAR): 6.5 de Índice Compuesto de Difusión Secundaria.[5]
- Google Scholar: 26 Índice h.[6]
- Publindex (Índice Bibliográfico Nacional): Categoría B.[1]
- Clasificación Integrada de Revistas Científicas (CIRC): Grupo D.[7]

## Indexación
La revista está indexada en las siguientes bases de datos, índices y directorios y repositorios:
- Latindex
- EBSCOhost
- Dialnet
- Publindex
- Ulrichsweb